# Чудесна катастрофа
Чудесна катастрофа е български телевизионен игрален филм от 1975 година по сценарий Панчо Панчев. Режисьор е Николай Попов, а оператор Яцек Тодоров. Музиката е на композитора Генко Генков .

## Актьорски състав
| В главните роли | Изпълнител          |
| --------------- | ------------------- |
|                 | Бранимира Антонова  |
|                 | Пламен Петков       |
|                 | Людмила Чешмеджиева |
|                 | Ангел Ламбев        |
|                 | Иван Цветарски      |
|                 | Димитър Манчев      |